# Долне Дубове
Долне Дубове (на словашки: Dolné Dubové) е село в западна Словакия, в Търнавски край, в Търнава. Населението му е 765 души.
Разположено е на 183 m надморска височина, на 14 km северно от град Търнава. Площта му е 10,04 km². Кмет на селото е Игор Томович.